# 張秀眉
張 秀眉（ちょう しゅうび、Zhāng Xiùméi、1823年 ‐ 1872年）は、清末に貴州省で起こった苗民（ミャオ族）蜂起（咸同起義、かんどうきぎ）の指導者。

## 咸同起義
貴州省台拱庁出身。幼くして父母をなくし、地主の家で働いた。張秀眉の生まれる約90年前に清朝は少数民族の土司による自治を廃止して、中央から官僚を送り込む「改土帰流」という政策をとった。これにより各地に漢族の地主が入り込むようになり、大多数のミャオ族は清朝官吏・漢族地主・一部の苗民地主の収奪を受けるようになった。そのような背景のもと、1855年に台拱で貧しい苗民が税の軽減を求めると、清朝の官吏は漢人地主に団練を組織させ、苗民の殺害を許した。こうして苗民たちは張秀眉の指導のもとに蜂起し、丹江庁を占領した。
苗民軍は1856年から1858年の間に、清江庁・台拱庁・鎮遠府などを占領し、各地に砦を築いて、貴州省の東南部を支配した。このとき羅光明率いる斎教徒・姜映芳率いる侗族（トン族）・劉儀順率いる灯花教徒（号軍）・張凌翔率いる回族（白旗軍）など、貴州の各地で民衆蜂起があったが、張秀眉はこれらの勢力と提携して、湖南省まで勢力を伸ばした。
しかし1864年に太平天国が滅亡すると、席宝田率いる湘軍が貴州の蜂起の鎮圧にあたることになった。苗民軍は幾度か湘軍を撃退したもののやがて追い詰められていき、1870年には台拱庁が、1871年には丹江庁が陥落した。1872年に張秀眉は清軍に決戦を挑んだが敗北し、捕らえられて長沙で斬られた。

## 関連人物
- 包大度
- 楊大六
- 李洪基